# Ближняк, Марио
Марио Ближняк (словац. Mário Bližňák; род. 6 марта 1987 года, Тренчин, Чехословакия) — бывший словацкий хоккеист, центральный нападающий. Серебряный призёр чемпионата мира 2012 года. В 2019 году завершил игровую карьеру. 

## Карьера
Воспитанник хоккейной школы ХК «Дубница». Выступал за ХК «Дубница», «Ванкувер Джайэнтс» (ЗХЛ), «Манитоба Мус» (АХЛ), «Ванкувер Кэнакс», «Спарта» (Прага), ХК «Пльзень», «Били Тигржи» (Либерец), «Дукла» (Тренчин).
В чемпионатах НХЛ — 6 матчей (1+0). В чемпионатах Словакии — 42 матча, 10 очков (4+6). В чемпионатах Чехии — 186 матчей, 76 очков (37+39), в плей-офф — 31 матч, 13 очков (5+8). В Континентальной хоккейной лиге — 124 матча, 31 очко (14+17), в плей-офф — 4 матча, 2 очка (2+0).
В составе национальной сборной Словакии провел 66 матчей (4 гола, 10 передач), участник чемпионата мира 2012, 2013, 2015 и 2017 (32 игры, 2 гола, 5 передач). В составе молодежной сборной Словакии участник чемпионата мира 2007 (6 игр, 1 гол). В составе юниорской сборной Словакии участник чемпионата мира 2005 (6 игр, 1 гол).

## Достижения
- Серебряный призер чемпионата мира (2012)
- Серебряный призер чемпионата Чехии (2017)
- Бронзовый призер чемпионата Чехии (2016)
- Обладатель Мемориального кубка (2007)